# Gehannesbour
Der Gehannesbour ist ein Bach im saarländischen Landkreis Merzig-Wadern auf dem Gebiet der Gemeinde Perl. Er ist ein knapp zweieinhalb Kilometer langer, südöstlicher und rechter Zufluss der Mosel.

## Verlauf
Der Gehannesbour entspringt am Südwestrand von östlich des Perler Ortsteils Sehndorf und mündet nordnordwestlich von Perl von rechts in die Mosel.